# Just Urban Night
『Just Urban Night』（ジャスト アーバンナイト）は、1989年9月21日に発売された、原田真二 with THE AIR （SHINJI HARADA WITH THE AIR） のライブ・アルバムである。

## 概要
NECアベニュー移籍後初アルバム『Urban game』発売に伴うライブツアーの音源を収録。
移籍に際しバンドをこれまでのクライシスから改変。編成も原田を入れて7人と大きくなった。新しいバンド "THE AIR" を率いての、原田真二初のライブ・アルバム。
ライブスタイルは、1984年頃から続けてきた、バンド形態でありながらダンス／ライティング／寸劇等を取り入れた、ライブアクトと名づけたステージ。
このライブアルバムと同時に、ライブビデオ『Live Act Urbangame』を、3曲 （「URBAN GAME」「CAN YOU FEEL ME」「STIIL I LOVE YOU」） 以外は収録曲を変え、音源 & ビジュアルで同時発売している。

### THE AIRメンバー
ドラムス：リューベン辻野／ベース：佐藤タイゴ／キーボード & マニピュレーター：深沢順／ギター：柴和彦（=矢吹薫）／サックス&コーラス：セセラ & アミュ

## 収録曲
- 全 作詞・作曲・ライブアレンジ：原田真二（「CANDY」作詞：松本隆）

1. URBAN GAME　（5分30秒）
2. CAN YOU FEEL ME　（5分51秒）
3. WINDOWS　（5分02秒）
4. WOO, LADY STOP　（3分32秒）
5. STILL I LOVE YOU　（10分05秒）
6. CANDY　（2分25秒）
7. LIFE　（5分53秒）
8. OUR SONG　（3分51秒）
9. MODERN VISION　（4分58秒）
10. 見つめてCARRY ON　（5分24秒）